# Флаг Усть-Ишимского района
Флаг Усть-Иши́мского муниципального района Омской области Российской Федерации — опознавательно-правовой знак, служащий официальным символом муниципального образования.
Ныне действующий флаг утверждён 24 января 2020 года решением Совета Усть-Ишимского муниципального района № 346 и внесён в Государственный геральдический регистр Российской Федерации с присвоением регистрационного номера 12915.

## Описание
«Флаг Усть-Ишимского муниципального района Омской области представляет собой прямоугольное двухстороннее полотнище с отношением ширины к длине 2:3, воспроизводящее композицию герба Усть-Ишимского района Омской области».
Геральдическое описание герба: в зелёном поле серебряный идущий лось с зелёными глазами и ноздрями, сопровождаемый внизу узким серебряным вилообразным крестом; поле ниже — лазоревое.

## Обоснование символики
Белый цвет (серебро) символизирует веру, чистоту, искренность, благородство, преданность избранному делу, а также олицетворяет суровые природные условия, сибирскую долгую зиму.
Зелёный цвет символ надежды, изобилия, возрождения, жизненных сил.
Синий цвет (лазурь) — символ мира, благородства помыслов, верности целомудрия, духовности и веры, ясного неба.
Серебряный вилообразный крест, помещённый на щите, символизирует слияние двух крупных сибирских рек: Иртыша и Ишима (устье Ишима), являясь, таким образом, гласным символом, связанным с названием района, а также говорит о водных богатствах района.
Фигура лося символизирует силу, выносливость, упорство и богатую лесную фауну района.

## История
Первый флаг Усть-Ишимского муниципального района был утверждён 3 марта 2010 года решением Совета Усть-Ишимского муниципального района № 406.
Описание флага гласило: «Флаг Усть-Ишимского муниципального района Омской области представляет собой прямоугольное полотнище. В пределах полотнища, по его ширине, помещена буква „У“, выполненная лазурью, разделяющая поле полотнища на две части. Правая нижняя часть от буквы „У“ — цвета зелени. Отношение ширины флага к его длине 2:3».
Второй флаг Усть-Ишимского муниципального района был утверждён 27 декабря 2013 года решением Совета Усть-Ишимского муниципального района № 309.
Описание флага гласило: «Флаг Усть-Ишимского муниципального района Омской области представляет собой прямоугольное двухстороннее полотнище с отношением ширины к длине 2:3, воспроизводящее композицию Герба Усть-Ишимского района Омской области».
Композиция герба представляла собой вилообразный крест с серебряной каймой. Между перевязями креста на зелени помещена серебряная фигура лося с поднятой головой, обращённая в правую геральдическую сторону. Две нижние части щита рассечены столбом вилообразного креста залиты золотом. В главе щита изображены шесть серебряных еловидных фигур примыкающих широким основанием к верхнему краю щита.
Символика флага:
— белый цвет (серебро) символизирует веру, чистоту, искренность, благородство, преданность избранному делу, а также олицетворяет суровые природные условия и долгую сибирскую зиму;
— зелёный цвет — символ надежды, изобилия, возрождения, жизненных сил. Вместе с еловидными фигурами символизирует Усть-Ишимский район, как один из самых лесистых районов области, в котором лесное хозяйство играет одну из ведущих ролей;
— общее количество елей (белых и зелёных) — 13 — соответствует количеству сельских поселений муниципального района;
— жёлтый цвет (золото) — символ радушия, гостеприимства, справедливости, а также сельского хозяйства района;
— синий вилообразный крест символизирует слияние двух крупных сибирских рек: Иртыша и Ишима, а также говорит о водных богатствах района; кроме того, синий цвет (лазурь) — символ искренности, чести, славы, преданности, истины и добродетели;
— фигура лося символизирует силу, выносливость, упорство и богатую лесную фауну района.